# هارولد مارتنز
هارولد مارتنز هو سياسي كندي، ولد في 8 سبتمبر 1941. نشط حزبياً في حزب ساسكاتشوان المحافظ التقدمي. وقد انتخب عضو المجلس التشريعي في ساسكاتشوان.